# Série 18 SNCB (Siemens)
Ne doit pas être confondu avec la Locomotive à vapeur type 18 SNCB
Pour l’article homonyme, voir Série 18 SNCB (Alsthom).
Les séries 18 & 19 forment un parc de 120 locomotives électriques polycourant commandées initialement à soixante exemplaires le 12 décembre 2006 par la SNCB auprès de Siemens AG (une option pour 60 locomotives supplémentaires a été convertie en commande complémentaire fin 2008).
La série 18 compte 96 (1801 à 1896) machines équipées d'attelages à vis et tampons aux deux extrémités alors que les 24 exemplaires de la série 19 (1901 à 1924) sont équipées d'un attelage automatique GF/Sécheron à l'une de leurs extrémités, leur permettant de constituer des rames blocs réversibles par accouplement avec 5 voitures M6 dont une voiture pilote munie également d'un attelage automatique côté cabine. Elles devraient remplacer dans cette fonction une partie des locomotives de la série 27 dont l'équipement avec ce type d'attelage ne donnait pas entière satisfaction (problème de déformation des châssis lors d'accouplements trop violents).

## Description
Dérivées de la série Taurus 1216 en service en Autriche, elles sont du type ES 60 U3 (EuroSprinter 6 000 kW - bogies universels aptes à 200 km/h - tritension : 1.5 / 3 / 25 kVolts). Leur aspect extérieur diffère de celui des Taurus car de nouvelles normes de sécurité anti collision ont induit une adaptation des cabines de conduite. Pour respecter le cahier des charges de la SNCB (notamment pour compenser le surpoids de ces nouvelles cabines), leur puissance est ainsi limitée à 6 000 kW au lieu de 6 400.
Ces locomotives peuvent rouler à 200 km/h sur les lignes le permettant et sont compatibles avec plusieurs systèmes de signalisation, notamment l'ETCS européen, la TBL1+/2 belge et le KVB français. L'ATB néerlandais n’est pas installée.
Ces nouvelles locomotives ont rencontré de nombreuses difficultés lors des essais en vue de leur homologation sur le réseau belge, ce qui a sérieusement retardé leur mise en service et a entrainé la suspension de leur production. La SNCB s'est ainsi vue « gratifiée » de pénalités de retard au taux maximal prévu dans le contrat, soit 4,8 % des 440 millions d'euros de la facture totale pour les 120 engins (soit 21,12 millions d'euros).
Ces difficultés seraient liées principalement aux variations de tension du courant continu 3 000 volts du réseau belge alors que les Taurus ont été principalement développées et éprouvées sous le courant alternatif 15 000 volts en vigueur en Allemagne, Suisse et en Autriche.

## Premières mises en service

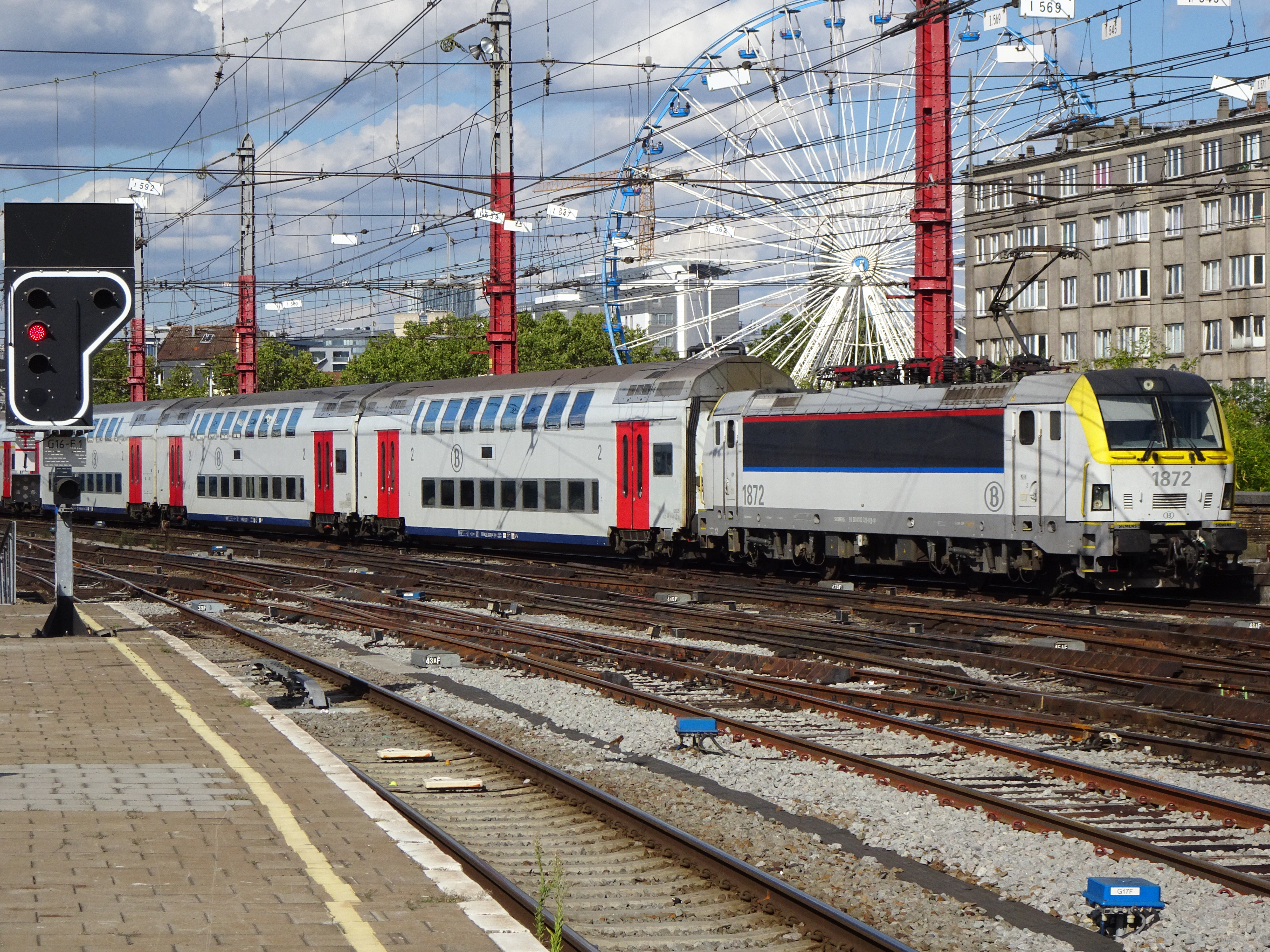
Locomotive 1872 entrant en gare de Bruxelles-Midi

- Les locomotives 1801 et 1803 ont entamé leur service commercial le 6 juillet 2011 en assurant chacune une paire de trains InterCity A reliant Ostende à Eupen via Bruxelles[3].

- Depuis le 29 août 2011, les « 18 » assurent des trains InterRégio l Binche - Bruxelles - Louvain-la-Neuve. Initialement, une seule rame a circulé, le temps de former les conducteurs et de s'assurer de la fiabilité du nouveau matériel. Depuis, les trois rames poussées et tractées par les locomotives de la série 26 ont été remplacées.

- Depuis le 12 septembre 2011, la relation IC K Gand - Bruxelles - Genk est assurée en partie par ces locomotives[4].

- Le 1er février 2012, la livraison de la seconde tranche de 60 locomotives débute [5]. Siemens avait interrompu leur production vu les difficultés d'homologation et dans l'attente de la finalisation du paiement de la première tranche.

- Le 7 mars 2012, une première paire de "série 19" arrive en Belgique afin de commencer leur homologation[6].

- Fin juin 2012, les locomotives de la série 19 ont été autorisées à circuler sans faire usage de leur attelage automatique dont l'homologation n'est pas terminée. La SNCB se retrouve donc à engager des locomotives de la série 18 sur des relations scindées (en utilisant uniquement les attelages automatiques des voitures pilotes M6) alors que des série 19 "bridées" sont engagées depuis le 3 août 2012 sur les trains IC A Ostende - Bruxelles - Eupen où ces attelages ne sont pas sollicités.

- Les liaisons entre Mons et l'aéroport de Bruxelles National, et entre Tournai et Bruxelles National sont assurées principalement par des HLE 18, soit en rame encadrée, soit en rame réversible HLE 18 - HVR M6 grâce au multiplexage, et ce depuis le nouveau plan de transport de la SNCB.

### Liste de relations assurées par des "18"
Tout ou partie des relations suivantes depuis Décembre 2014 sont assurées par des locomotives série 18:
- IC-01 Ostende - Bruxelles - Liège - Eupen
- IC-02 Ostende - Gand - Anvers
- IC-03 Knokke/Blankenberge - Bruxelles - Genk
- IC-05/IC-07   Charleroi - Nivelles - Bruxelles - Anvers
- IC-06 Tournai - Bruxelles - Bruxelles-National Aéroport
- IC-06A Mons - Bruxelles - Bruxelles-National Aéroport
- IC-11 Binche - La Louvière - Bruxelles - Malines - Turnhout
- IC-12 Courtrai - Gand - Bruxelles - Liège - Welkenraedt
- IC-16/IC-34  Bruxelles - Namur - Libramont - Arlon - Luxembourg
- IC-19 Tournai - Ath - Halle - Bruxelles-National-Aéroport
- IC-20 Gand - Bruxelles - Tongres
- IC-26 Courtrai - Tournai - Bruxelles - Termonde - Saint-Nicolas
- IC-37 Mons - Braine-le-Comte - Bruxelles-Aéroport-Zaventem
- Train P Bruxelles-Midi - Liège - Visé (rame réversible de I11) ainsi que de nombreux trains P composés de voitures M4, M5 ou M6.
- EC-52 Paris Nord - Mons - Bruxelles (Dans le cadre des JO de Paris 2024)
- OuiGo - Train Classique Paris Nord - Bruxelles Midi (via Mons, Aulnoye-Aymeries et Creil)

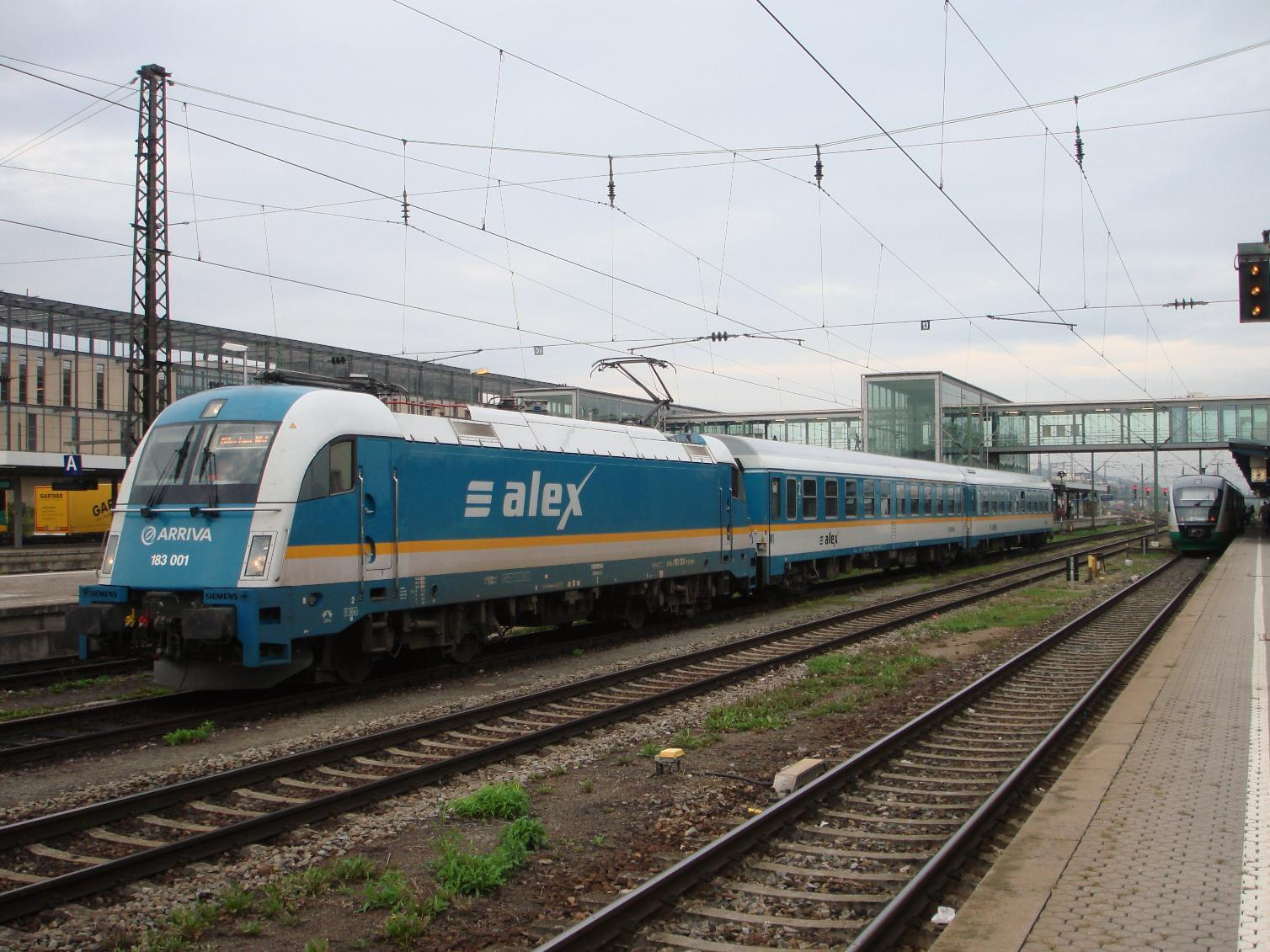
Siemens ES64U4.
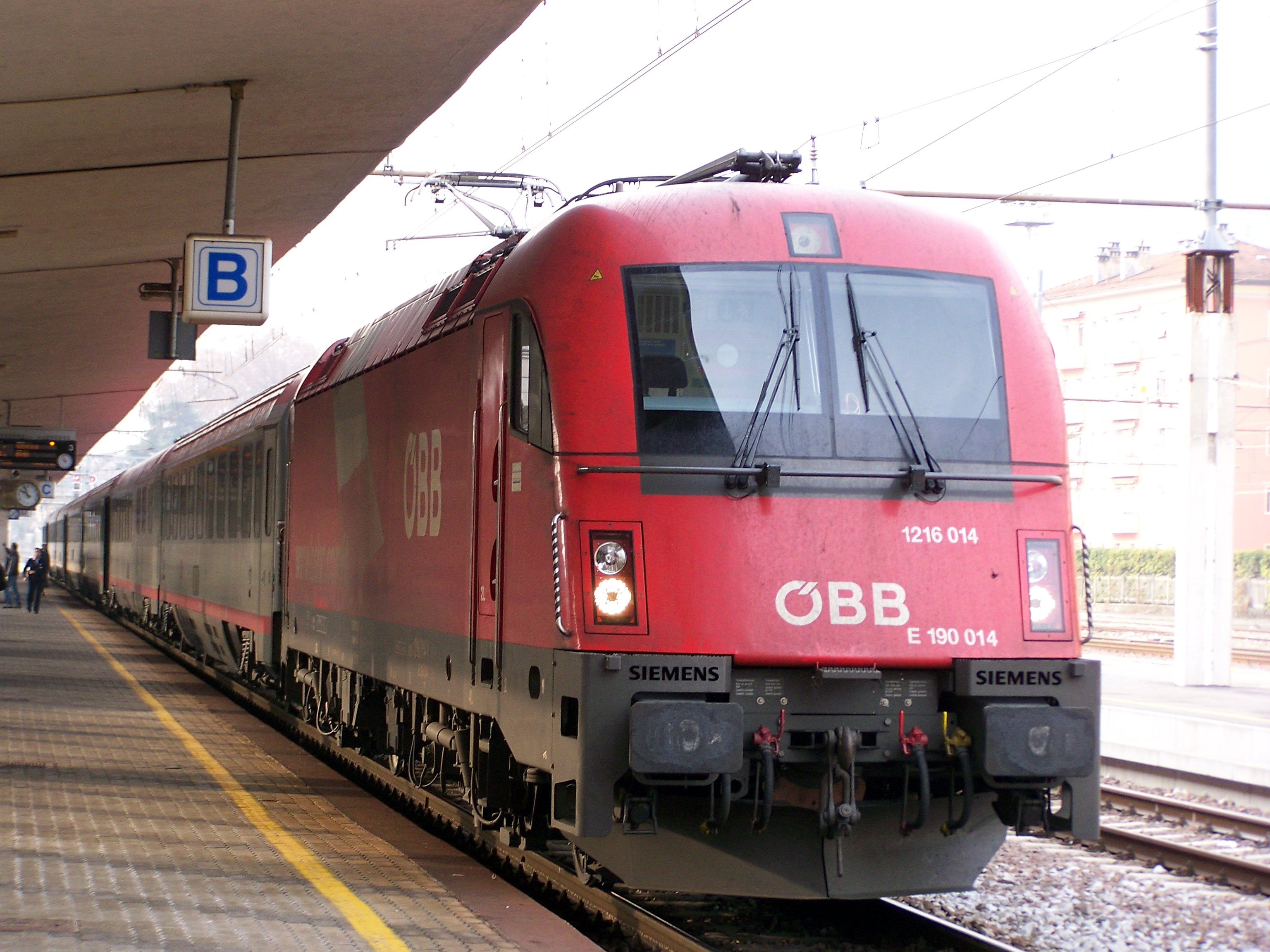
Une locomotive Taurus des ÖBB, dont la série a permis la création des « 18 ».
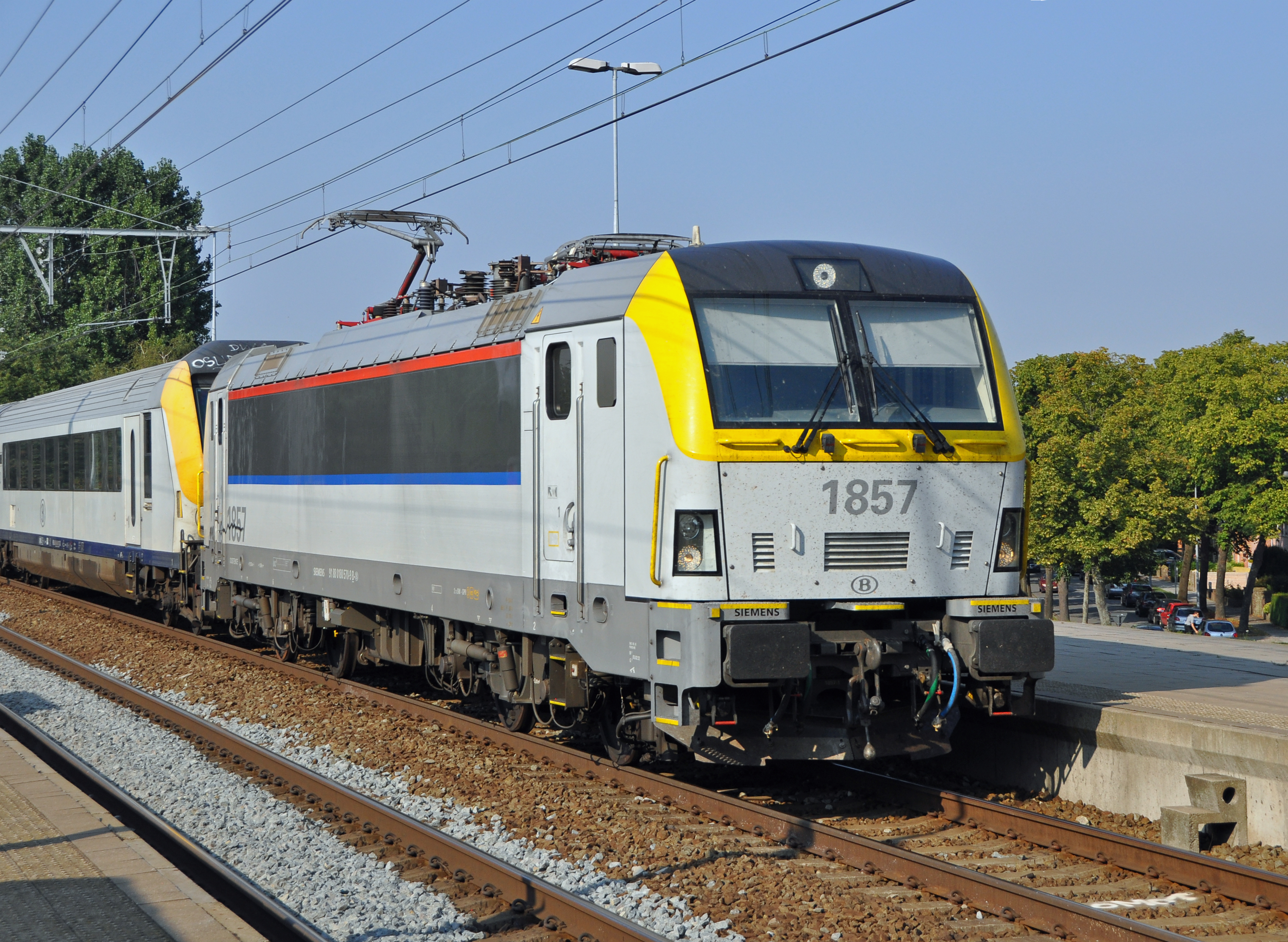
Locomotive 1857 en gare de Bruges-Saint-Pierre.
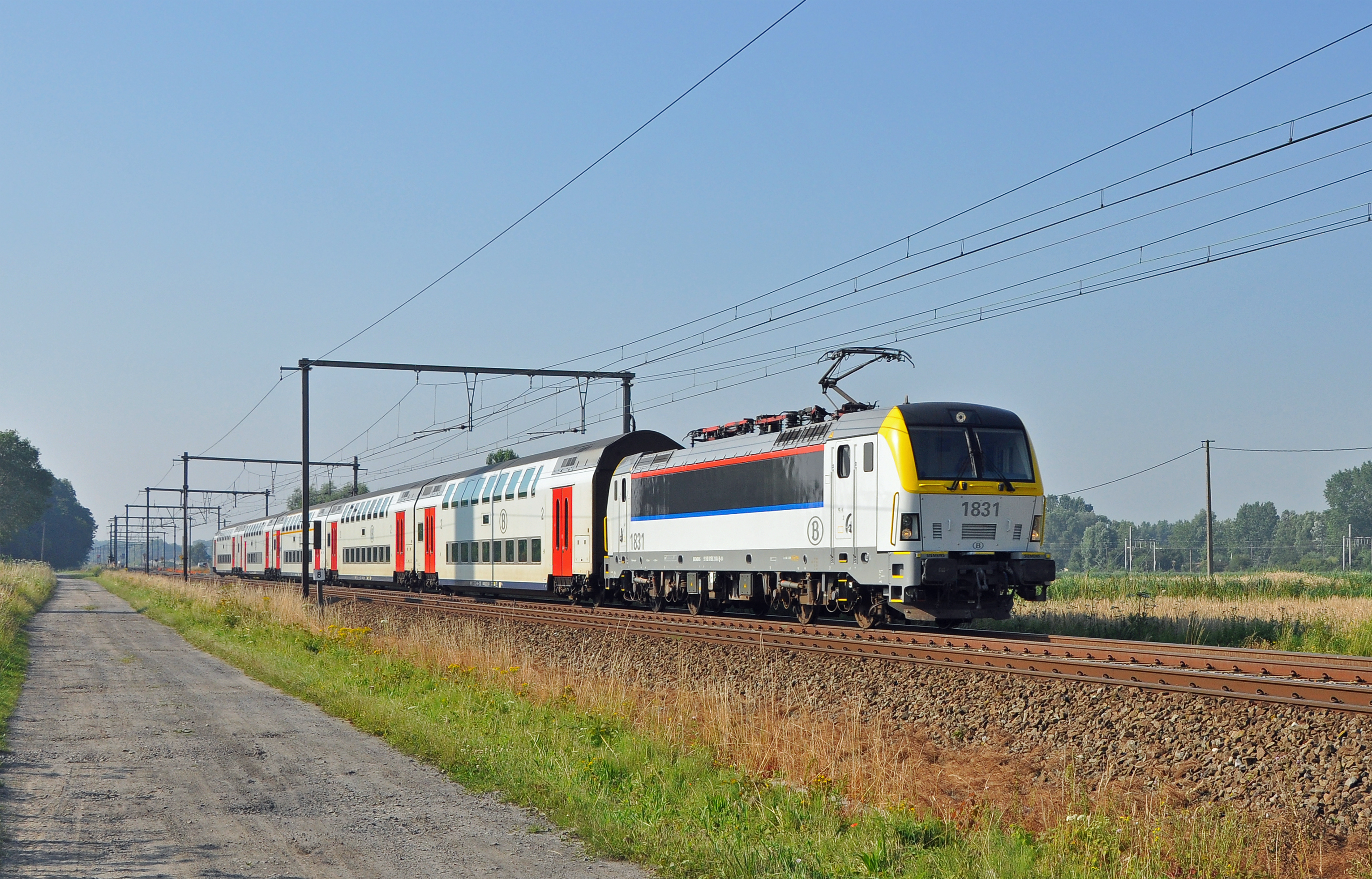
Locomotive 1831 remorquant une rame de voitures M6 entre Bruges et Knokke.
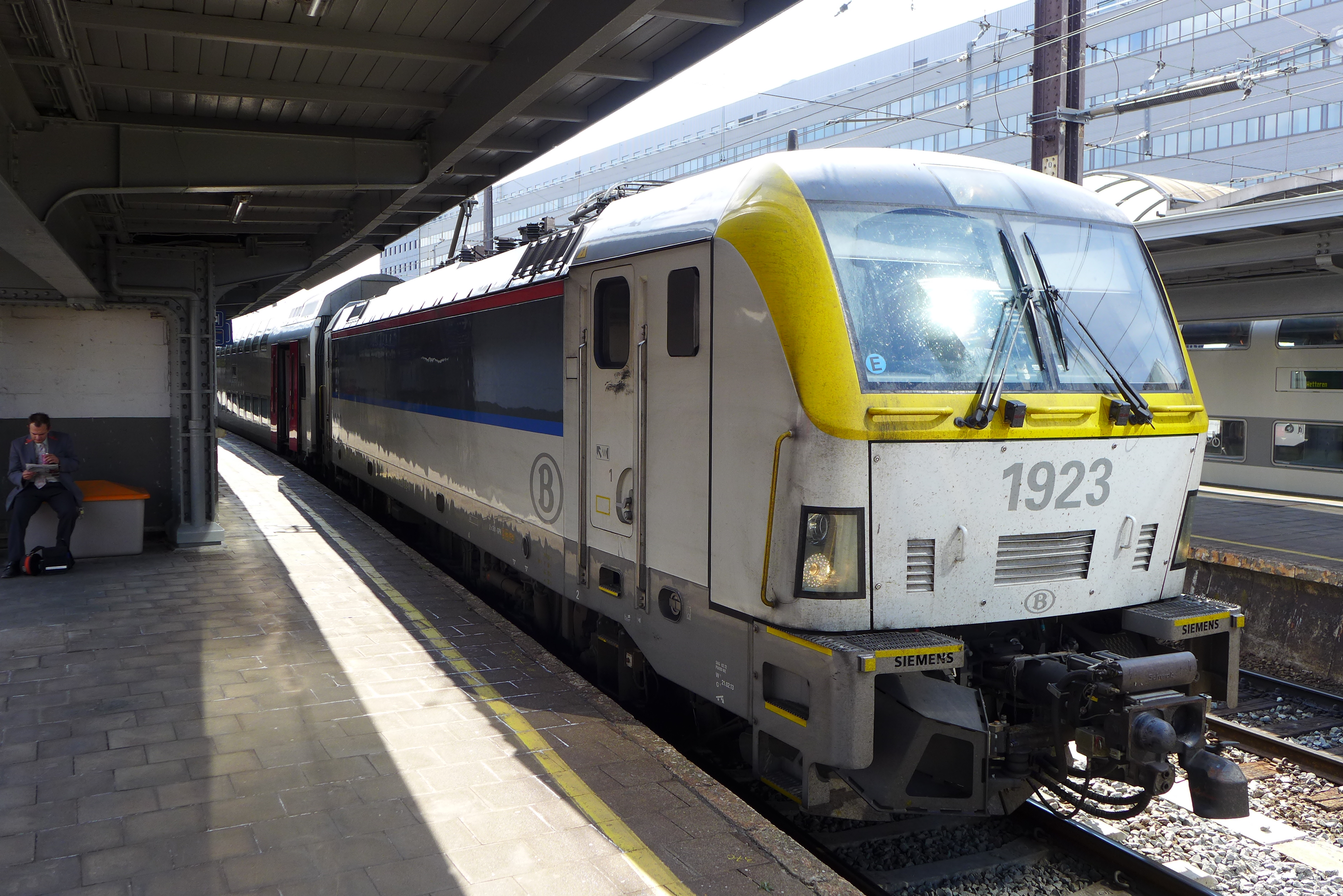
Locomotive de la série 19 avec attelage automatique.

## Modélisme
La série 18 (Siemens) a été reproduite à l'échelle HO par la firme belge LS-Models et par Marklin (qui a en fait décoré une caisse de Vectron aux couleurs de cette machine, qui de ce fait présente quelques erreurs).